# Världscupen i skidskytte 2008/2009

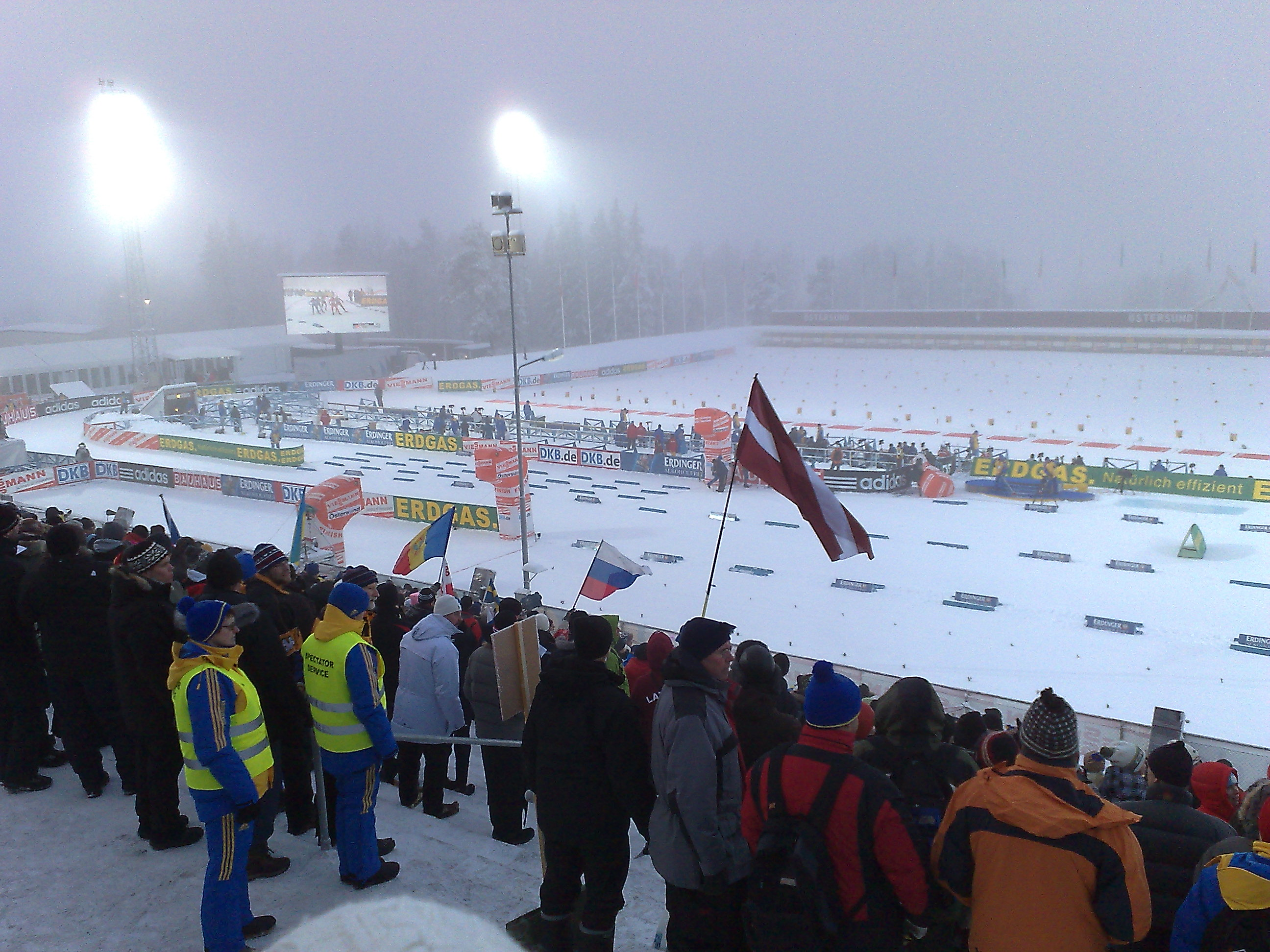
Världscuppremiären i Östersund

Världscupen i skidskytte 2008/2009 avgjordes på åtta olika orter runtom i världen. Säsongen inleddes i Östersund den 3 december 2008 och avslutades i Chanty-Mansijsk, Ryssland den 29 mars 2009. Den totala världscupen vanns av Ole Einar Bjørndalen, Norge på herrsidan och Helena Jonsson, Sverige på damsidan. I februari 2009 arrangeras även världsmästerskap i Pyeongchang i Sydkorea, tävlingar som också ingick i världscupen.

## Damer
För placering 4-10, klicka på "Visa".

## Herrar
För att se placering 4-10 klicka på "Visa".

## Slutställning

### Totalt
- Not: De tre sämsta resultaten i världscupen räknades bort ifrån totalcupen
- Not: Vid samma poäng räknas flest förstaplatser

| Damer | Herrar |

| Position | Namn                      | Poäng |
| -------- | ------------------------- | ----- |
| 1.       | Helena Jonsson            | 952   |
| 2.       | Kati Wilhelm              | 952   |
| 3.       | Tora Berger               | 894   |
| 4.       | Magdalena Neuner          | 891   |
| 5.       | Andrea Henkel             | 838   |
| 6.       | Olga Zajtseva             | 834   |
| 7.       | Darja Domratjeva          | 776   |
| 8.       | Martina Beck              | 685   |
| 9.       | Simone Hauswald           | 677   |
| 10.      | Anna Carin Olofsson-Zidek | 645   |

| Position | Namn                 | Poäng |
| -------- | -------------------- | ----- |
| 1.       | Ole Einar Bjørndalen | 1080  |
| 2.       | Tomasz Sikora        | 870   |
| 3.       | Emil Hegle Svendsen  | 844   |
| 4.       | Michael Greis        | 804   |
| 5.       | Maksim Tjudov        | 780   |
| 6.       | Christoph Sumann     | 759   |
| 7.       | Ivan Tjeresov        | 730   |
| 8.       | Carl Johan Bergman   | 643   |
| 9.       | Björn Ferry          | 642   |
| 10.      | Halvard Hanevold     | 600   |

### Sprintcupen
| Damer | Herrar |

| Position | Namn               | Poäng |
| -------- | ------------------ | ----- |
| 1.       | Helena Jonsson     | 372   |
| 2.       | Magdalena Neuner   | 358   |
| 3.       | Tora Berger        | 352   |
| 4.       | Kati Wilhelm       | 347   |
| 5.       | Darja Domratjeva   | 329   |
| 6.       | Andrea Henkel      | 320   |
| 7.       | Olga Zajtseva      | 308   |
| 8.       | Svetlana Sleptsova | 289   |
| 9.       | Eva Tofalvi        | 247   |
| 10.      | Vita Semerenko     | 240   |

| Position | Namn                 | Poäng |
| -------- | -------------------- | ----- |
| 1.       | Ole Einar Bjørndalen | 372   |
| 2.       | Tomasz Sikora        | 337   |
| 3.       | Emil Hegle Svendsen  | 318   |
| 4.       | Michael Greis        | 306   |
| 5.       | Maksim Tjudov        | 297   |
| 6.       | Alexander Os         | 284   |
| 7.       | Christoph Sumann     | 263   |
| 8.       | Ivan Tjeresov        | 258   |
| 9.       | Halvard Hanevold     | 257   |
| 10.      | Carl Johan Bergman   | 256   |

### Distanscupen
| Damer | Herrar |

| Position | Namn              | Poäng |
| -------- | ----------------- | ----- |
| 1.       | Magdalena Neuner  | 129   |
| 2.       | Eva Tofalvi       | 123   |
| 3.       | Tora Berger       | 122   |
| 4.       | Kati Wilhelm      | 115   |
| 5.       | Olga Zajtseva     | 113   |
| 6.       | Helena Jonsson    | 111   |
| 7.       | Vita Semerenko    | 111   |
| 8.       | Simone Hauswald   | 108   |
| 9.       | Andrea Henkel     | 102   |
| 10.      | Oksana Chvostenko | 99    |

| Position | Namn                 | Poäng |
| -------- | -------------------- | ----- |
| 1.       | Michael Greis        | 146   |
| 2.       | Ivan Tjeresov        | 120   |
| 3.       | Maksim Tjudov        | 119   |
| 4.       | Ole Einar Bjørndalen | 110   |
| 5.       | Christoph Sumann     | 100   |
| 6.       | Carl Johan Bergman   | 98    |
| 7.       | Daniel Mesotitsch    | 97    |
| 8.       | Vincent Jay          | 91    |
| 9.       | Tomasz Sikora        | 91    |
| 10.      | Andrej Deryzemlja    | 82    |

### Jaktstartscupen
| Damer | Herrar |

| Position | Namn                      | Poäng |
| -------- | ------------------------- | ----- |
| 1.       | Kati Wilhelm              | 272   |
| 2.       | Tora Berger               | 246   |
| 3.       | Martina Beck              | 244   |
| 4.       | Andrea Henkel             | 234   |
| 5.       | Magdalena Neuner          | 231   |
| 6.       | Helena Jonsson            | 226   |
| 7.       | Olga Zajtseva             | 219   |
| 8.       | Darja Domratjeva          | 214   |
| 9.       | Anna Carin Olofsson-Zidek | 198   |
| 10.      | Kaisa Mäkäräinen          | 178   |

| Position | Namn                 | Poäng |
| -------- | -------------------- | ----- |
| 1.       | Ole Einar Bjørndalen | 342   |
| 2.       | Emil Hegle Svendsen  | 308   |
| 3.       | Tomasz Sikora        | 276   |
| 4.       | Michael Greis        | 231   |
| 5.       | Björn Ferry          | 215   |
| 6.       | Simon Eder           | 186   |
| 7.       | Maksim Tjudov        | 186   |
| 8.       | Ivan Tjeresov        | 160   |
| 9.       | Christoph Sumann     | 159   |
| 10.      | Michal Šlesingr      | 157   |

### Masstartscupen
| Damer | Herrar |

| Position | Namn             | Poäng |
| -------- | ---------------- | ----- |
| 1.       | Helena Jonsson   | 210   |
| 2.       | Kati Wilhelm     | 186   |
| 3.       | Simone Hauswald  | 174   |
| 4.       | Olga Zajtseva    | 162   |
| 5.       | Andrea Henkel    | 157   |
| 6.       | Tora Berger      | 146   |
| 7.       | Darja Domratjeva | 146   |
| 8.       | Magdalena Neuner | 146   |
| 9.       | Kaisa Mäkäräinen | 140   |
| 10.      | Olga Medvedtseva | 140   |

| Position | Namn                 | Poäng |
| -------- | -------------------- | ----- |
| 1.       | Dominik Landertinger | 208   |
| 2.       | Ole Einar Bjørndalen | 199   |
| 3.       | Christoph Sumann     | 197   |
| 4.       | Simon Eder           | 176   |
| 5.       | Ivan Tjeresov        | 170   |
| 6.       | Christoph Stephan    | 146   |
| 7.       | Emil Hegle Svendsen  | 146   |
| 8.       | Maksim Tjudov        | 142   |
| 9.       | Carl Johan Bergman   | 137   |
| 10.      | Tomasz Sikora        | 134   |

### Fotnoter
1. ↑  ”Events 2008/2009” (på engelska). Ukrainas skidskytteförbund. http://www.biathlon.com.ua/calendar.php?lang=eng&id=386. Läst 11 september 2017.